# 재러드 테일러

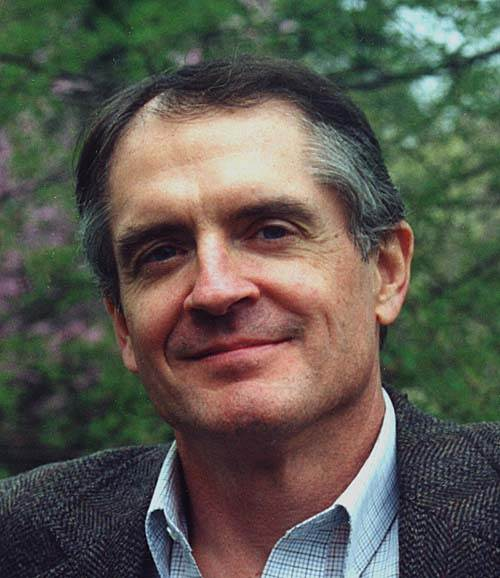
재러드 테일러 (2008년)

새뮤얼 재러드 테일러(영어: Samuel Jared Taylor, 1951년 9월 15일 ~ )는 미국의 백인 우월주의자이다. 그가 1990년 설립한 온라인 잡지사 American Renaissance의 편집자이며, 그 모체인 비영리단체 New Century Foundation의 회장이다. 그의 관련 조직들은 미국에서 시민단체, 뉴스 미디어, 학계 등을 통해 인종주의 이데올로기를 적극 설파하였다고 지적받아 왔다.